# 말라얄람어 위키백과

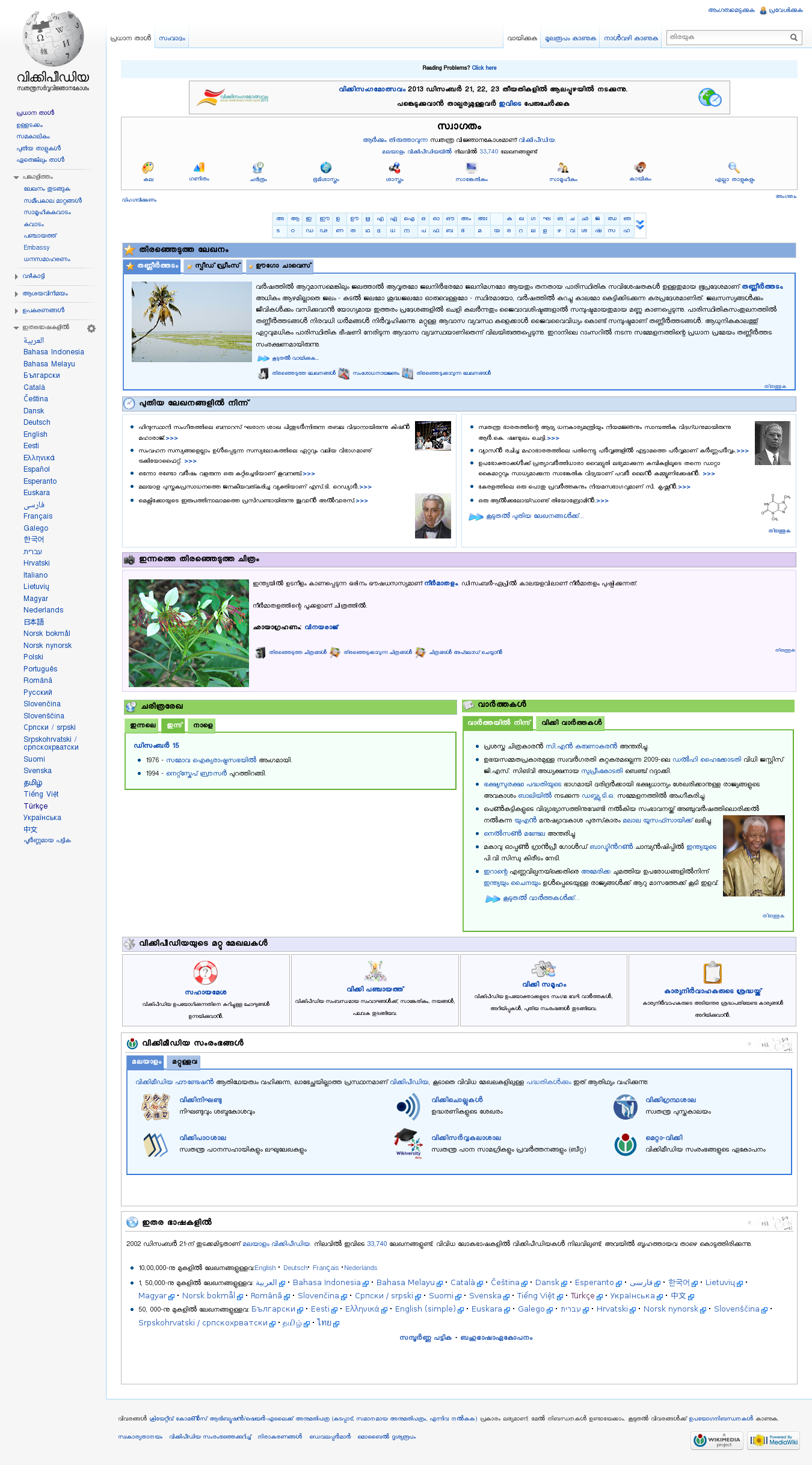

말라얄람어 위키백과는 말라얄람어로 된 위키백과로, 2002년 12월 21일에 운영을 시작하였다.
2010년 4월 기준으로 12,300여 개의 문서가 수록되어 있다.
기호는 ml이다.

## 같이 보기
- 힌디어 위키백과
- 타밀어 위키백과
- 텔루구어 위키백과
- 벵골어 위키백과
- 마라티어 위키백과